# Lindholmen (Schonen)
Koordinaten: 55° 29′ 49″ N, 13° 17′ 54″ O

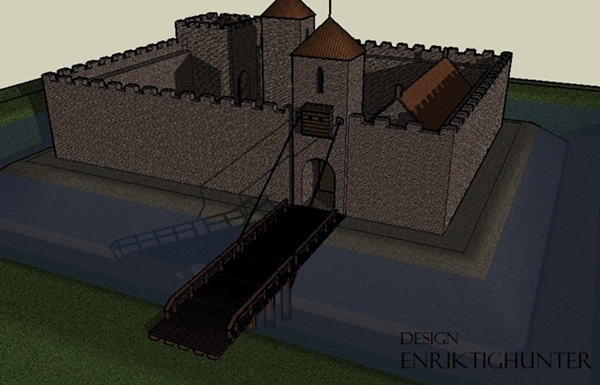
Digitales Modell der Burg

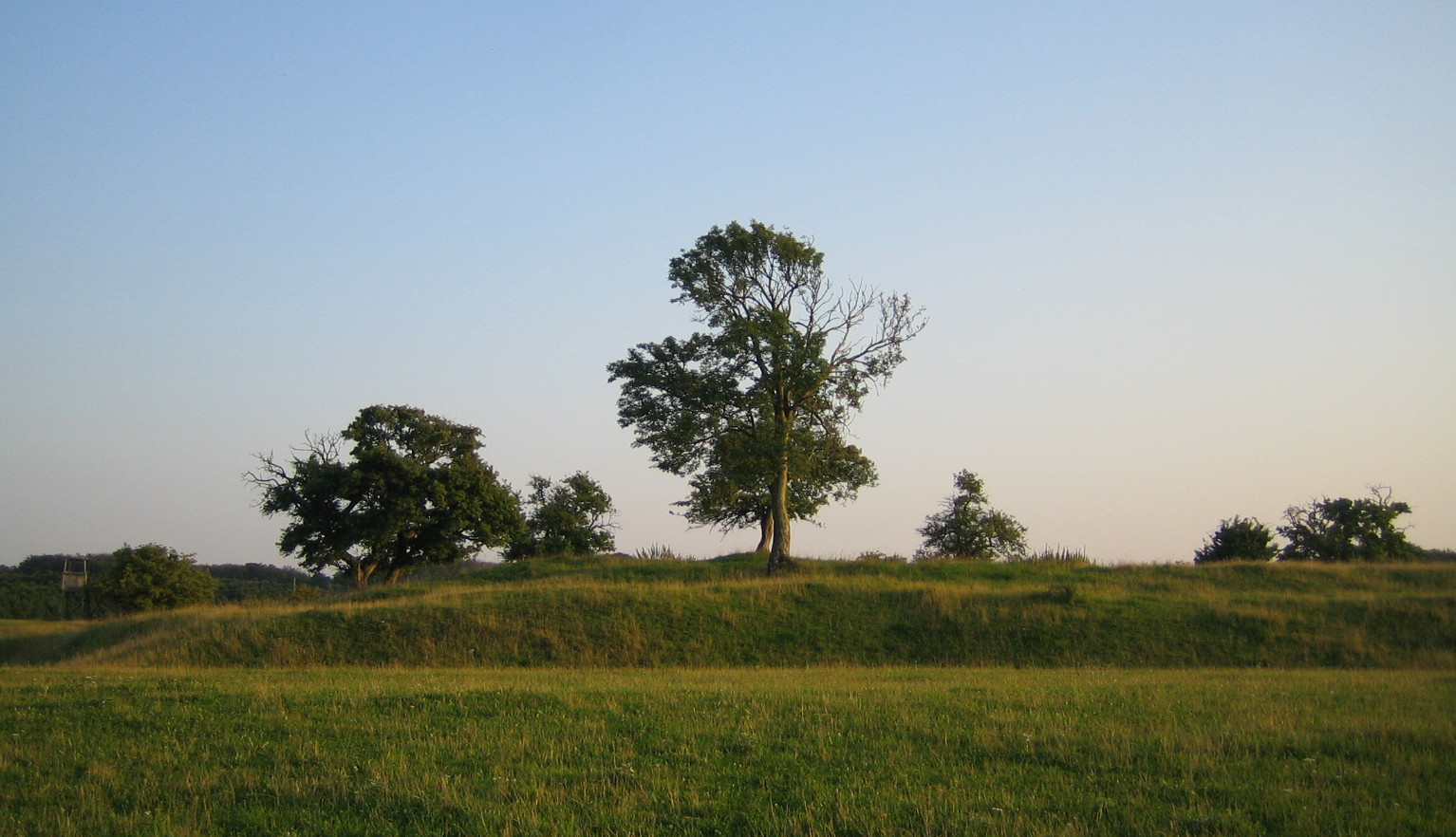
Die heutige Burgruine von Lindholmen

Lindholmen war eine Reichsburg am Börringesjön in der damals dänischen historischen Provinz Schonen. Sie ist wahrscheinlich in den 1310er Jahren, während der Zeit Erik VI. Menveds, entstanden.
Auf Lindholmen wurde der frühere schwedische König Albrecht III. nach seinem Sturz vom Thron gemeinsam mit seinem Sohn Erich von 1389 bis 1395 gefangen halten. U. a. in der Präsenz der Königin Margarethe I. und des mecklenburgischen Herzogs Johann IV. fanden hier die Hauptverhandlungen über den Friedensvertrag und die Freilassung des inhaftierten Albrecht statt, mit dem Lübecker Bürgermeister Hinrich Westhof als Verhandlungsführer. Der Vertrag wurde am 17. Juni 1395 auf Lindholmen unterzeichnet.
Lindholmen war Zentrum der Provinz Lindholm Len (schwed. Lindholmens län), die um 1540 Teil der neue Provinz Malmöhus län mit Malmö als neuem Mittelpunkt wurde. Die Festung verlor in den Folgejahren rapide an Bedeutung.
Von der Ruine in der heutigen schwedischen Gemeinde Svedala, ist heute kaum mehr als ein Hügel zu sehen.